# Adrian Martinez (attore)
Adrian Martinez (New York, 20 gennaio 1972) è un attore statunitense.

## Carriera
Dopo alcuni ruoli minori in diverse serie televisive, Adrian Martinez ebbe la sua prima vera occasione nella serie America's Most Wanted del 1993. Ha anche lavorato molto in teatro come membro della compagnia teatrale LAByrinth Theater Company.
Nel 2009 Martinez ha avuto un ruolo in Grand Theft Auto IV: The Lost and Damned come Brian Jeremy.
Nel 2010 Martinez ha recitato nella commedia d'azione Poliziotti fuori - Due sbirri a piede libero nel ruolo di Tino, insieme a Bruce Willis e Tracy Morgan, diretto da Kevin Smith. Ha anche interpretato il personaggio Ginger Goon nel film Kick-Ass con Aaron Taylor-Johnson, Mark Strong e Chloë Grace Moretz, diretto da Matthew Vaughn.
Nel 2012, Martinez ha interpretato Manuel nella commedia spagnola Casa de mi padre insieme a Will Ferrell, Gael García Bernal, e Diego Luna.
Nel 2013 Martinez ha preso parte al film i sogni segreti di Walter Mitty nel ruolo di Hernando, insieme a Ben Stiller e Kristen Wiig. Successivamente ha recitato nel film American Hustle - L'apparenza inganna insieme a Christian Bale, Bradley Cooper, Jeremy Renner, Amy Adams e Jennifer Lawrence. Nel 2014 ha recitato nel film The Amazing Spider-Man 2 - Il potere di Electro nel ruolo di Bodega Cashier, insieme ad Andrew Garfield e Emma Stone, diretto da Marc Webb.
Nel 2015 Martinez ha interpretato il ruolo di Farhad nella commedia Focus - Niente è come sembra insieme aWill Smith e Margot Robbie, diretto da Glenn Ficarra e John Requa basato sul loro stesso libro. In Focus Martinez ha avuto probabilmente il suo più importante.
Martinez è stato quindi chiamato nel cast di C'era una volta a Los Angeles per interpretare il ruolo del proprietario di una pizzeria. Il film, diretto da Mark e Robb Cullen, è uscito l'8 giugno 2017.

## Filmografia

### Cinema
- Murder Magic, regia di Windell Williams (1994)
- È solo l'amore che conta (Love Is All There Is), regia di Joseph Bologna e Renée Taylor (1996)
- Delitto perfetto (A Perfect Murder), reagia di Andrew Davis (1998)
- Some Fish Can Fly, regia di Robert Kane Pappas (1999)
- In America - Il sogno che non c'era (In America), regia di Jim Sheridan (2002)
- Schegge di April (Pieces of April), regia di Peter Hedges (2003)
- Vizio di famiglia (It Runs in the Family), regia di Fred Schepisi (2003)
- Men Without Jobs, regia di Mad Matthewz (2004)
- Mail Order Wife, regia di Huck Botko e Andrew Gurland (2004)
- New York Taxi (Taxi), regia di Tim Story (2004)
- Corn, regia di Dave Silver (2004)
- Downtown: A Street Tale, regia di Rafal Zielinski (2004)
- The Interpreter, regia di Sydney Pollack (2005)
- Just Like the Son, regia di Morgan J. Freeman (2006)
- Bristol Boys, regia di Brandon David Cole (2006)
- Stanley Cuba, regia di Per Anderson (2007)
- Trainwreck: My Life as an Idiot, regia di Tod Harrison Williams (2007)
- Onora il padre e la madre (Before the Devil Knows You're Dead), regia di Sidney Lumet (2007)
- Una carriera a tutti i costi (The Promotion), regia di Steve Conrad (2008)
- Mona, regia di Alan Kirschen (2008)
- Corporate Affairs, regia di Dan Cohen (2008)
- The Understudy, regia di David Conolly e Hannah Davis (2008)
- Sfida senza regole (Righteous Kill), regia di Jon Avnet (2008)
- Don't Let Me Drown, regia di Cruz Angeles (2009)
- Made for Each Other, regia di Daryl Goldberg (2009)
- The Good Guy, regia di Julio DePietro (2009)
- Veronika Decides to Die, regia di Emily Young (2009)
- Pelham 123 - Ostaggi in metropolitana (The Taking of Pelham 123), regia di Tony Scott (2009)
- Staten Island, regia di James DeMonaco (2009)
- The Ministers - Giustizia privata (The Ministers), regia di Franc. Reyes (2009)
- Poliziotti fuori - Due sbirri a piede libero (Cop Out), regia di Kevin Smith (2010)
- Kick-Ass, regia di Matthew Vaughn (2010)
- 5 giorni fuori (It's Kind of a Funny Story), regia di Ryan Fleck e Anna Boden (2010)
- Il buongiorno del mattino (Morning Glory), regia di Roger Michell (2010)
- Choose, regia di Marcus Graves (2011)
- Le regole della truffa (Flypaper), regia di Rob Minkoff (2011)
- Molto forte, incredibilmente vicino (Extremely Loud & Incredibly Close), regia di Stephen Daldry (2011)
- Casa de mi padre, regia di Matt Piedmont (2012)
- Piranha 3DD, regia di John Gulager (2012)
- Putzel, regia di Jason Chaet (2012)
- Newlyweeds, regia di Shaka King (2013)
- Bert and Arnie's Guide to Friendship, regia di Jeff Kaplan (2013)
- Rompicapo a New York (Casse-tête chinois), regia di Cédric Klapisch (2013)
- I sogni segreti di Walter Mitty (The Secret Life of Walter Mitty), regia di Ben Stiller (2013)
- Home, regia di Jono Oliver (2013)
- A Miracle in Spanish Harlem, regia di Derek Velez Partridge (2013)
- American Hustle - L'apparenza inganna (American Hustle), regia di David O. Russell (2013)
- The Amazing Spider-Man 2 - Il potere di Electro (The Amazing Spider-Man 2), regia di Marc Webb (2014)
- Focus - Niente è come sembra (Focus), regia di Glenn Ficarra e John Requa (2015)
- Chloe and Theo (Chloe & Theo), regia di Ezna Sands (2015)
- Le sorelle perfette (Sisters), regia di Jason Moore (2015)
- White Girl, regia di Elizabeth Wood (2016)
- Almost Paris, regia di Domenica Cameron-Scorsese (2016)
- Io, Dio e Bin Laden (Army of One), regia di Larry Charles (2016)
- La festa prima delle feste (Office Christmas Party), regia di Will Speck e Josh Gordon (2016))
- C'era una volta a Los Angeles (Once Upon A Time In Venice), regia di Mark Cullen (2017)
- Come ti divento bella! (I Feel Pretty), regia di Abby Kohn e Marc Silverstein (2018)
- Lilli e il vagabondo (Lady and the Tramp), regia di Charlie Bean (2019)
- The Guilty, regia di Antoine Fuqua (2021)
- Renfield, regia di Chris McKay (2023)
- Unfrosted - Storia di uno snack americano (Unfrosted), regia dia Jerry Seinfeld (2024)
- Operazione vendetta (The Amateur), regia di James Hawes (2025)

### Televisione
- America's Most Wanted – serie TV, 1 episodio (1993)
- NYPD - New York Police Department (NYPD Blue) – serie TV, episodio 5x12 (1993)
- Squadra emergenza (Third Watch) – serie TV, episodio 1x13 (2000)
- I Soprano (The Sopranos) – serie TV, episodi 2x10-2x12 (2000)
- Between the Lions – serie TV, episodio 1x01 (2000)
- Late Night with Conan O'Brien – serie TV, 8 episodi (2000-2007)
- The Job – serie TV, episodio 1x06 (2001)
- Sex and the City – serie TV, episodio 1x06 (2001)
- Law & Order: Criminal Intent – serie TV, episodi 1x01-5x02-7x13 (2001-2008)
- 100 Centre Street – serie TV, episodio 2x11 (2002)
- The Education of Max Bickford – serie TV, episodio 1x17 (2002)
- Law & Order - I due volti della giustizia (Law & Order) – serie TV, episodio 12x19 (2002)
- Ed – serie TV, episodi 2x09-3x09 (2001-2002)
- Queens Supreme – serie TV, episodio 1x01 (2003)
- Undefeated, regia di John Leguizamo – film TV (2003)
- Law & Order: Unità vittime speciali (Law & Order: Special Victims Unit) – serie TV, episodi 5x06-12x02 (2003-2010)
- Bad Apple - La mela marcia (Bad Apple), regia di Adam Bernstein – film TV (2004)
- Strip Search, regia di Sidney Lumet – film TV (2004)
- The Jury – serie TV, episodio 1x02 (2004)
- ABC/TTV Micro-Mini Series – miniserie TV (2004)
- Dirty and Dirtier – miniserie TV (2004)
- Three Strikes, regia di Lev L. Spiro – film TV (2006)
- Flight of the Conchords – serie TV, episodi 1x08-2x10 (2007-2009)
- Delocated – serie TV, episodio 1x00 (2009)
- Mercy – serie TV, episodio 1x02 (2009)
- How to Make It in America – serie TV, episodio 1x05 (2010)
- Superego, regia di Michael Tully – film TV (2010)
- Onion News Network – serie TV, episodio 1x09 (2011)
- A Gifted Man – serie TV,  6 episodi (2011-2012)
- Inside Amy Schumer – serie TV, episodi 1x02-3x03-3x06 (2013-2015)
- Deadbeat – serie TV, episodi 1x06-1x10 (2014)
- Louie – serie TV, episodio 4x09 (2014)
- Gotham – serie TV, episodio 1x12 (2015)
- The Blacklist – serie TV, episodio 3x22 (2016)
- Falling Water – serie TV, episodio 1x01 (2016)
- The Blacklist: Redemption – serie TV, 8 episodi (2017)
- No Activity – serie TV, 7 episodi (2017)
- Curb Your Enthusiasm – serie TV, episodio 10x07 (2020)
- Stumptown – serie TV, 18 episodi (2019-2020)
- Awkwafina è Nora del Queens (Awkwafina Is Nora from Queens) – serie TV, episodio 3x05 (2023)
- Only Murders in the Building – serie TV, episodio 3x02 (2023)
- Last Week Tonight with John Oliver – serie TV, episodio 10x18 (2023)
- Blue Bloods – serie TV, episodio 14x13 (2024)
- Sugar – miniserie TV, episodio 4 (2024)

### Videogiochi
- Grand Theft Auto IV: The Lost and Damned (2009)

## Doppiatori italiani
Nelle versioni in italiano delle opere in cui ha recitato, Adrian Martinez è stato doppiato da:
- Luigi Ferraro in Undefeated, Law & Order - Unità vittime speciali, Il buon giorno del mattino, Focus - Niente è come sembra, C'era una volta a Los Angeles, Come ti divento bella!, Lilli e il vagabondo, Stumptown, Operazione vendetta
- Luca Ghignone in Law & Order: Criminal Intent (ep. 7x13), Piranha 3DD
- Simone Mori in 5 giorni fuori, Renfield
- Alessandro Budroni ne I sogni segreti di Walter Mitty, Flight of the Conchords
- Fabrizio Odetto in Law & Order: Criminal Intent (ep. 5x02)
- Fabrizio Vidale in Le regole della truffa
- Roberto Gammino in The Blacklist: Redemption
- Massimo Triggiani in The Guilty
- Gianluca Crisafi in Only Murders in the Building
- Leonardo Graziano in Blue Bloods